# Научное общество Люблинского католического университета Иоанна Павла II
Научное общество Люблинского католического университета Иоанна Павла II (пол. Towarzystwo Naukowe Katolickiego Uniwersytetu Lubelskiego Jana Pawła II) — польское научное общество, созданное в 1934 году при Люблинском католическом университете. Основателем Общества был ректор университета Антоний Шиманьский (1934—1939 гг.).
Согласно Уставу, «Целью Общества является научная деятельность в соответствии с профилем Люблинского католического университета, в том числе:
- проведение, организация и поддержка научных исследований;
- организация научных встреч, симпозиумов, съездов, различного рода лекций, а также выставок;
- создание специальных библиотек, архивов и музеев;
- публикация всех видов научных и научно-популярных работ, учебников и отчётов о деятельности;
- предоставление научных пособий, объявление конкурсов на научные работы и присуждение премий;
- сотрудничество с другими научными обществами и учреждениями»[2].

Одним из основных направлений деятельности Общества является издательское дело. На начало 2020 года Обществом издано более 3000 книг.
Главным изданием является 20-томная Католическая энциклопедия, содержащая более 39 000 статей, первый том которой был опубликован в 1973 году, а последний, 20-й, — в 2014.
В 1974 году Советом Общества было принято решение об утверждении премии имени Идзи Радзишевского, соучредителя и первого ректора Люблинского католического университета. Премия вручается ежегодно «за выдающиеся научные достижения в духе христианского гуманизма».
По данным на 26 февраля 2020 года Общество насчитывает 737 членов.
Председателем Общества является Августин Экманн — польский католический деятель, богослов, доктор наук, профессор, почётный каноник Епархии Пельплина.
Актуальная информация о деятельности Общества, научных исследованиях и проектах, реализуемых Обществом, публикуется на сайте www.tnkul.pl.